# Amasya
Amasya – miasto w Turcji, stolica prowincji Amasya.
Według danych na rok 2000 miasto zamieszkiwało 74 393 osób, a według danych na rok 2004 całą prowincję ok. 361 000 osób. Gęstość zaludnienia w prowincji wynosiła ok. 65 osób na km².
W mieście rozwinął się przemysł włókienniczy, spożywczy oraz ceramiczny.

## Historia miasta
Starożytna Amasea (łac. Amasia, pl. Amazja), od III w. p.n.e. stolica królów Pontu. Od 70 p.n.e. miasto rzymskie. 63 p.n.e. miejsce urodzenia Strabona, greckiego geografa, historyka i podróżnika. Święty Teodor z Amasei w 306 podpalił świątynię „Matki bogów” Kybele, po czym po torturach skazano go na śmierć przez spalenie. Amasya była stolicą historycznej archidiecezji w cesarstwie rzymskim w prowincji Elenoponto, obecnie katolickie biskupstwo tytularne.
W średniowieczu jedno z ważniejszych miast cesarstwa Trapezuntu. Od XII w. w granicach państwa Seldżukidów. W 1392 r. zdobyte przez sułtana Bajazyda I, pozostawało pod specjalną opieką dynastii osmańskiej jako jeden z ośrodków naukowych i kulturalnych ich państwa.

### Zabytki
Zabytki w mieście to: skalne groby królów Pontu z czasów hellenistycznych (III-I w. p.n.e.), ruiny cytadeli bizantyjskiej, wzniesionej na ruinach pontyjskiego akropolu, bizantyjski kościół z pocz. VII w. (obecnie meczet Fethiye Camii); meczety: Burmali Minare Camii, z minaretem w kształcie spirali (1242), Gök Mederse Camii (1276), Yörgüç Paşa Camii (1430-1438), Sultan Beyazit Camii (1486), Mehmet Paşa Camii (1486), szpital Darüssifa Hani (1308-1309); liczne mauzolea grobowe z XIV-XV w.